# Adler-Apotheke (Stolberg)

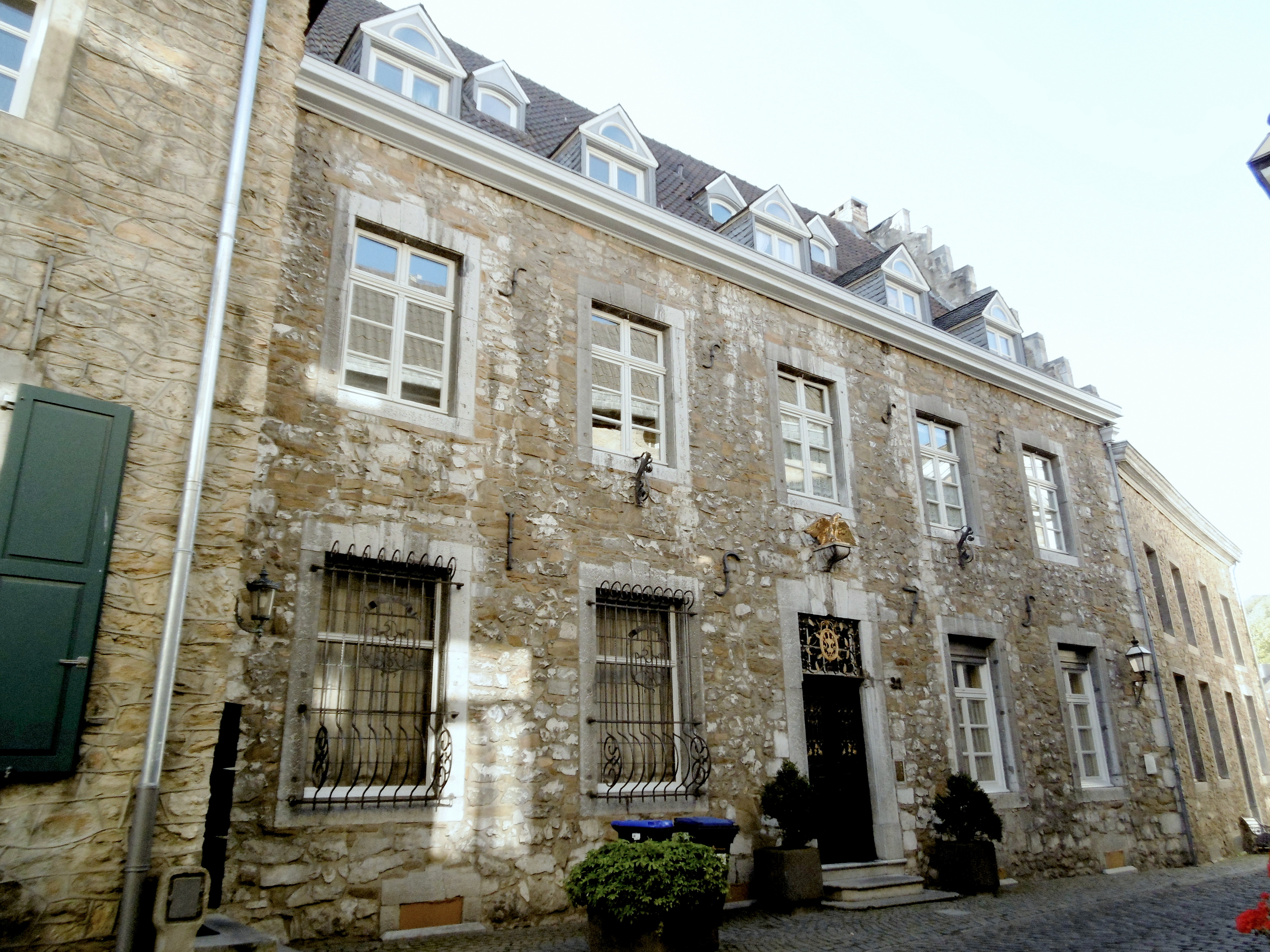
Adler-Apotheke

Das Gebäude der Adler-Apotheke in Stolberg wurde im 16. Jahrhundert als Herrenhaus eines Kupferhofes erbaut. Später beherbergte es die erste von insgesamt sieben Landapotheken des damaligen Landkreises Aachen. Das zweigeschossige Gebäude ist das älteste aus Bruchstein errichtete Haus Stolbergs. Wegen seiner stadtgeschichtlichen Bedeutung steht das Gebäude unter Denkmalschutz. 

## Errichtung als Kupferhof
Der aus Aachen stammende Kupfermeister Leonhard Schleicher erwarb 1571 ein Grundstück an der jetzigen Burgstraße 21, wenige Meter neben dem Burgfelsen der Stolberger Burg. Dort errichtete er 1575 einen Kupferhof, der unter dem Namen „Schleichers Hof“ bekannt wurde. Er war damals neben der Burg das einzige aus Stein errichtete Gebäude. Die datierenden Maueranker dieses Gebäudes existieren noch.
Schleichers Hof war der erste Kupferhof Stolbergs. Wassertechnisch wurden er von dem Siefbach versorgt, der oberhalb auf den Hastenrather Höhen entspringt und zuvor bereits die Kupferhöfe Seifenhof Rose und Fingerhut durchfließt. Sein Erfolg veranlasste den Stolberger Burgherrn Johann von Efferen, weiteren Kupfermeistern die Ansiedlung zu ermöglichen. Dies war die Grundlage für die Entstehung einer eigenständigen Gemeinde Stolberg und für ihre Entwicklung zu einer weltweit führenden Stadt der Messingindustrie.
Das Gebäude blieb auch nach dem Tod Leonhard Schleichers († 1606) viele Jahre im Familienbesitz. Seine Bedeutung als Kupferhof ging im Laufe der Zeit verloren.

## Nutzung als Landapotheke
1750 verkaufte die Familie Schleicher das Haus. Noch im selben Jahr wurde dort die erste Landapotheke von Stolberg eingerichtet.

### Stefan Hausmann und Johanna Mechtildis
Familie Hausmann erwarb das Gebäude und betrieb dort eine Apotheke, der sie den Namen Adler-Apotheke gab. Stefan Hausmann und seine Mutter Johanna Mechtildis besaßen zwar eine Konzession zum Betrieb dieser Einrichtung, sie konnten jedoch keine Ausbildung zum Apotheker vorweisen. 
Das 1815 im Rheinland eingeführte preußische Apothekenrecht führte dazu, dass die Witwe Hausmann am 24. April 1815 schriftlich aufgefordert wurde, entweder innerhalb von vierzehn Tagen ihre Apotheke zu schließen oder einen Provisor vorzuweisen, der diese übernehmen könne. Am 16. September 1815 wurde sie schließlich von der General-Gouverneurs-Kommission aufgefordert, ihre Apotheke zu schließen. Der damalige Bürgermeister Michels vermittelte, indem er darauf hinwies, dass der Arzt Kortum den Verkauf von Medikamenten überwache. Nach intensiver Suche sollte ein aus Maastricht stammender Apotheker die Adler-Apotheke übernehmen. Ein entsprechender Kontrakt wurde am 18. Dezember 1815 unterzeichnet. 
Ob es zu diesem Wechsel kam, ist nicht eindeutig zu belegen. Eventuell war dieser nur von kurzer Dauer, denn am 16. April 1816 schrieb Bürgermeister Michels, dass er aufgrund der üblen Beschaffenheit der Hausmannschen Apotheke das Einstellen des Betriebs unterstütze. Er schlug einen Nachfolger vor, der jedoch nicht akzeptiert wurde. Die Entscheidung, den bisherigen Besitzer abzulösen, war aber besiegelt. 

### Familie Welter
Am 20. Mai 1816 erwarb Apotheker Gerhard Jakob Welter die Konzession zum Betrieb der Apotheke. Hierfür zahlte er jährlich zwanzig Kölnische Reichstaler. Vermutlich hatte er zuvor kurze Zeit in Eschweiler die Apotheke Isaac Schombarts geführt, dessen Tochter er 1816 heiratete. 
Bereits nach kurzer Zeit blühte das Geschäft. 1821 erhielt er sogar nach einer Besichtigung durch die königliche Regierung eine Belobigung. 1827 schien sich die Situation zu ändern, denn es lag ein Antrag eines aus Nideggen stammenden Apothekers vor, eine Apotheke in Kornelimünster zu errichten. Diese Konkurrenz hätte den zu Welters Einzugsgebiet gehörenden ca. 6200 Bewohnern eine Alternative geboten. Offensiv stellte er stattdessen den Antrag, selber eine Filialapotheke in Kornelimünster errichten zu dürfen. 
Welter gelang es, die Errichtung einer Niederlassung des Konkurrenten aus Nideggen zu verhindern, aber 1835 durfte Joseph Pauls in Kornelimünster eine eigene Apotheke eröffnen. Welter steckte inzwischen in finanziellen Problemen, denn der Verlust zahlreicher Absatzgebiete der Stolberger Messingindustrie zeigte Wirkung. Er sah sich gezwungen, aus finanziellen Gründen seinen Gehilfen zu entlassen, den geringer bezahlten Lehrling konnte er weiterhin beschäftigen. 
Gerhard Jakob Welter verkaufte am 11. Februar 1857 die Adler-Apotheke an seinen Sohn Ludwig Adolf, der bereits mehrere Jahre in der Apotheke seines Vaters gearbeitet hatte. Er zahlte seinem Vater 14.000 Thaler Ablöse, später, nach dem Tod seines Vaters musste er 9500 Taler für Haus und Einrichtung bezahlen sowie seinen Geschwistern Kost und Logis gewähren. Nach zwanzig Jahren aktiven Apothekendienstes verstarb Ludwig Adolf Welter überraschend am 5. November 1878 an einem Herzinfarkt. Sein Gehilfe Anton Jungboldt übernahm vorübergehend die Apotheke, schied jedoch am 1. April 1880 aus. Die Filialapotheke in Kornelimünster übernahm Mathias Hubert Sieberichs. Erbe und Nachfolger in Stolberg sollte Johann Gerhard Eduard Welter werden.
Johann Gerhard Eduard Welter war der Neffe des verstorbenen Ludwig Adolf. Die direkte Nachfolge konnte er zum Zeitpunkt des Todes seines Onkels noch nicht antreten, da er lediglich Apothekergehilfe war und noch kein Pharmaziestudium absolviert hatte. Das damalige Recht gestattete es jedoch, dass Johann Gerhard Eduard die Apotheke erwarb und diese von Jungboldt und Sieberichs geführt wurde. Als Kaufpreis wurden 106.500 Mark gezahlt. Nachdem Eduard die Apotheke offiziell übernommen hatte, nahm er einige bauliche Veränderungen vor. Es existieren Unterlagen aus dem Jahr 1897, dass die zu klein gewordene Apotheke einige Zeit ausgelagert worden war, sie also nicht immer im vorhandenen Gebäude geblieben war. Am 3. August 1898 waren die Umbauarbeiten beendet und die Apotheke zog wieder in das ursprüngliche Gebäude der Adler-Apotheke zurück. 

### Josef Hollmeyer und Karl Schwarz
Aufgrund fehlender Erben verkaufte Johann Gerhard Eduard Welter die Adler-Apotheke für 260.000 Mark an Joseph Hollmeyer, der weitere bauliche Veränderungen im Wohnbereich des Gebäudes vornahm. Der Geschäftsbereich blieb unverändert. Am 1. Oktober 1928 erwarb Apotheker Karl Schwarz die Adler-Apotheke. Er hatte bereits zwischen 1919 und 1922 in ihr gearbeitet und war 1926 ihr Verwalter geworden. Karl Schwarz ging 1961 in den Ruhestand. Es dauerte noch bis zum 1. September 1971, ehe die Adler-Apotheke komplett geschlossen wurde.

## Beschreibung
Das denkmalgeschützte Gebäude wird heute als Wohnhaus genutzt. Es ist ein zweistöckiges Gebäude mit einer Grundfläche von etwa 10 × 17 m. Die Straßenfassade hat fünf Fensterachsen, die Eingangstüre befindet sich in der Mittelachse. Die Fenstergewände sind in Werksteinen ausgeführt. Im oberen Bereich des Türsturzes ist ein schmiedeeisernes Gitter mit einem Adleremblem angebracht, über der Türe an der Fassade eine vergoldete Figur eines Adlers mit ausgebreiteten Flügeln. 
Das Satteldach ist traufständig und ebenfalls zweigeschossig. In der Linie der Fensterachsen hat das Dach zwei Reihen von Dachgauben. Zu beiden Seiten hin wird es mit Treppengiebeln abgeschlossen.